# Cyrtopodion baturense
Cyrtopodion baturense este o specie de șopârle din genul Cyrtopodion, familia Gekkonidae, descrisă de Muhammad Sharif Khan și Baig în anul 1992. Conform Catalogue of Life specia Cyrtopodion baturense nu are subspecii cunoscute.

## Galerie

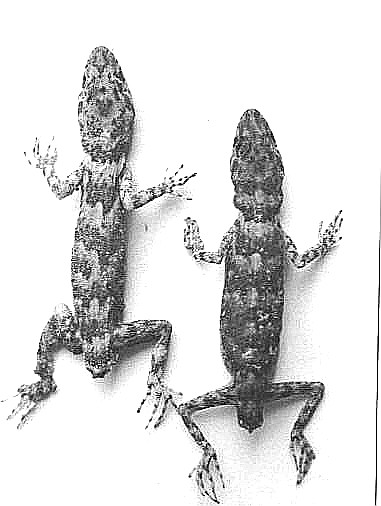